# Ti Lung
Ti Lung (3 augustus 1946) is een acteur uit Hongkong.

Naam in Chinese karakters: 狄龍

Uitspraak in Kantonees: Dik lung

Uitspraak in Mandarijn: Di Long
In het Chinees betekent Ti Lung 'Draak Ti'. Zijn geboortenaam is Tam Wing-Fu. Andere namen waaronder hij bekend is zijn Tommy Tam, Tommy Ti Lung, Timmy Li, Din Lung.

## Biografie
Ti Lung werd geboren op het vasteland van China, in de provincie Guangdong maar zat op de Eton School in Hongkong. Hij studeerde de martial arts vorm Wing Chun bij leraar Chu Wan. In 1969 deed hij auditie bij de Shaw Brothers voor Chang Cheh's film 'Dead End'. De meest bekende films waarin hij speelde zijn: John Woo's 'A Better Tomorrow' (delen 1 en 2) en Jackie Chan's 'Drunken Master II'.

## Filmografie
- 1969
- Dead End
- Return of the One Armed Swordsman
- Have Sword, Will Travel
- 1970
- Vengeance!
- The Heroic Ones
- The Singing Killer
- 1971
- King Eagle
- The New One Armed Swordsman
- The Duel
- The Anonymous Heroes
- Duel of Fists
- The Deadly Duo
- 1972
- Angry Guest
- The Water Margin
- Trilogy of Swordsmanship
- Young People
- Delightful Forest
- Four Riders
- 1973
- The Blood Brothers
- The Pirate
- Qing Kung
- 1974
- The Savage Five
- The Drug Addict
- Young Lovers on Flying Wheels
- Five Shaolin Masters
- They Call Him Mr. Shatter
- 1975
- The Young Rebel
- The Empress Dowager
- All Men are Brothers
- Black Magic
- The Spiritual Boxer
- 1976
- The Last Tempest
- Seven Man Army
- The Magic Blade
- The Snake Prince
- Black Magic, Part II
- Shaolin Temple
- 1977
- Clans of Intrigue
- The Naval Commandos
- Jade Tiger
- Death Duel
- The Sentimental Swordsman
- Pursuit of Vengeance
- 1978
- Flying Guillotine, Part II
- Soul of the Sword
- The Brave Archer Part II
- Legend of the Bat
- The Avenging Eagle
- Swordsman and Enchantress
- 1979
- The Deadly Breaking Sword
- The Kung Fu Instructor
- Ten Tigers of Kwantung
- 1980
- Convict Killer
- Shaolin Heroes
- The Revenger
- 1981
- Return of the Sentimental Swordsman
- The Emperor and His Brother
- The Kung Fu Emperor
- The Battle for the Republic of China
- The Brave Archer Part III
- Hero at the Border Region
- 1982
- Clan Feuds
- Perils of the Sentimental Swordsman
- Tiger Killer
- 1983
- Mercenaries from Hong Kong
- The Roving Swordsman
- Shaolin Prince
- 1984
- Opium and the Kung Fu Master
- The Hidden Power of the Dragon Sabre
- A Friend from Inner Space
- Death Ring
- 1985
- The Master Strikes Back
- Shanghai 13
- Ninja in the Deadly Trap
- 1986
- A Better Tomorrow
- True Colours
- 1987
- The Legend of Wisely
- People's Hero
- A Better Tomorrow II
- 1988
- Tiger on Beat
- Love Ma and Dad
- City War
- 1989
- Run, Don't Walk
- Just Heroes
- 1990
- The Killer's Blues
- 1993
- Blade Of Fury
- The Bare-Footed Kid
- The First Shot
- A Warrior's Tragedy
- 1994
- Drunken Master II
- 1999
- The Kid
- 2000
- Clean My Name, Mr. Coroner!
- Paramount Motel
- High K
- 2001
- Mist in Judge
- 2003
- Star Runner

- Biblioteca Nacional de España: XX5398056
- Bibliothèque nationale de France: cb14596243q (data)
- Gemeinsame Normdatei: 1089667809
- International Standard Name Identifier: 0000 0001 1029 2500
- Library of Congress Control Number: n79000985
- Nationale bibliotheek van Australië: 36595529
- SNAC: w63b71mb
- Système universitaire de documentation: 131927582
- Virtual International Authority File: 71642690
- WorldCat: E39PBJxCv9KjpXWtRJMMKKPCwC